# Isole delle Hawaii

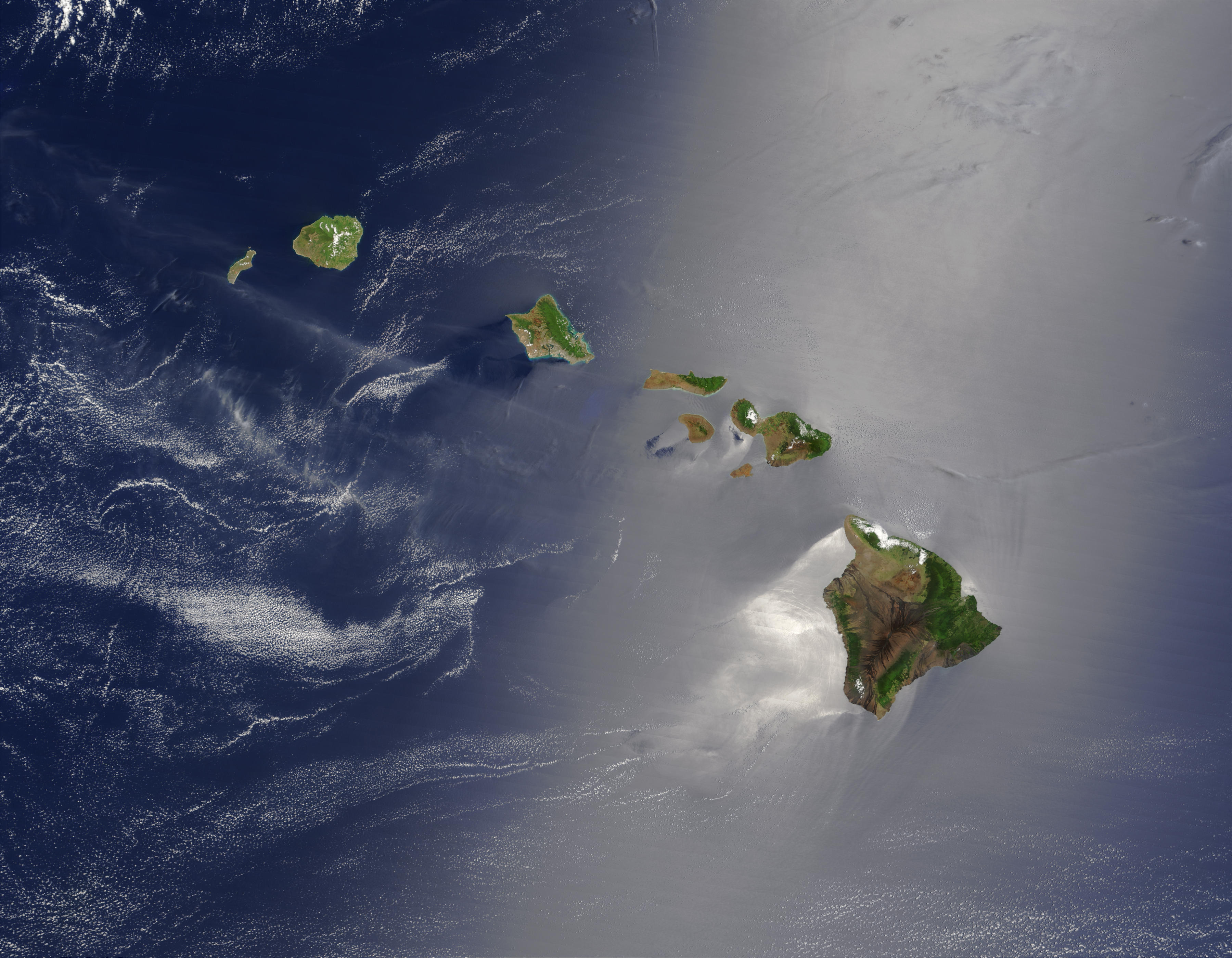
Immagine satellitare delle isole delle Hawaii

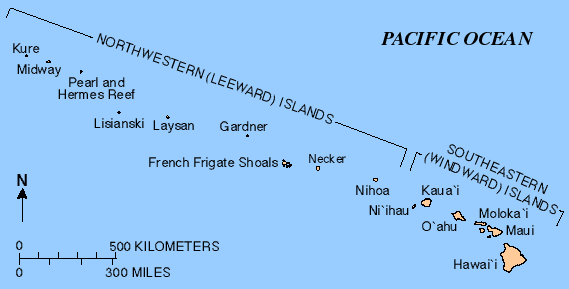
Mappa

Le isole delle Hawaii, o isole avajane in italiano arcaico, costituiscono un arcipelago di otto isole grandi, numerosi atolli e numerosi piccoli isolotti, nonché montagne sottomarine nel nord dell'oceano Pacifico. Esse si estendono per circa 2400 km dall'isola di Hawaii (estremità sud) all'atollo di Kure (estremità nord).
Quando furono scoperte da James Cook, nel 1778, le isole furono chiamate "Isole Sandwich". Questo nome fu scelto in onore di John Montagu, IV conte di Sandwich. Il nome attuale deriva dall'isola di Hawaii, che è la più grande dell'arcipelago.
Lo Stato federato degli Stati Uniti d'America delle Hawaii occupa quasi interamente l'arcipelago, comprese le isole Hawaii nordoccidentali, che sono disabitate. L'unica eccezione è rappresentata dall'atollo di Midway, che è un territorio non incorporato compreso tra le isole minori esterne degli Stati Uniti d'America.
Le isole delle Hawaii sono le cime esposte di una grande catena montuosa sottomarina conosciuta come catena sottomarina Hawaii-Emperor, formata dall'attività vulcanica di diversi punti caldi del mantello terrestre.
Le isole distano circa 3000 km dal continente americano. La superficie totale del gruppo di isole è di circa 16640 chilometri quadrati.

## Isole

### Isole principali
Le otto maggiori isole delle Hawaii (anche chiamate isole del vento) sono: 
- Isola di Hawaii
- Maui
- Oahu
- Kauai
- Molokai
- Lanai
- Niihau
- Kahoolawe (disabitata)

### Isole più piccole, atolli e barriere
Le isole più piccole, gli atolli e gli scogli formano complessivamente le cosiddette isole Hawaii nordoccidentali (o isole del sottovento):
- Nihoa
- Necker
- French Frigate Shoals
- Gardner Pinnacles
- Maro Reef
- Laysan
- Isola di Lisianski
- Atollo di Pearl e Hermes
- Atollo di Midway
- Atollo di Kure

### Isolotti
Lo Stato delle Hawaii conta circa 137 isolotti nella catena delle Hawaii. Questo numero include tutte le isole minori, gli isolotti al largo delle isole principali e degli atolli. Alcuni di essi sono: 
- Isola Ford
- Lehua
- Kaula
- Kaohikaipu
- Mānana
- Mōkōlea Rock
- Nā Mokulua
- Molokini
- Mokoliʻi
- Moku Manu
- Moku Ola
- Moku o Lo'e
- Isola Sand
- Isola Grass

## Geologia
Questo arcipelago si è sviluppato quando la placca del Pacifico si mosse lentamente verso nord-ovest su un punto caldo nel mantello terrestre ad una velocità di circa 51 km ogni milione di anni. È per questo che, siccome più esposte all'erosione, le isolette dell'estremità nord-ovest dell'arcipelago sono più vecchie e in genere più piccole.
Quasi tutto il magma del punto caldo ha composizione basaltica e così i vulcani delle Hawaii sono costituiti quasi esclusivamente da questa roccia ignea. 
Nelle isole delle Hawaii vi sono molti terremoti, generalmente causati da attività vulcanica. Le isole sono anche soggette a tsunami causati da terremoti che si svolgono in punti relativamente non distanti nel Pacifico.

## Clima
Il clima è di tipo tropicale, anche se vi sono molte precipitazioni e tempeste tropicali, nonché occasionali uragani.